# Brian Hansen
Brian Hansen (Glenview, 3 de septiembre de 1990) es un deportista estadounidense que compitió en patinaje de velocidad sobre hielo. 
Participó en dos Juegos Olímpicos de Invierno, obteniendo una medalla de plata en Vancouver 2010, en la prueba de persecución por equipos (junto con Chad Hedrick, Jonathan Kuck y Trevor Marsicano), y el séptimo lugar en Sochi 2014, en la misma prueba.
Ganó dos medallas en el Campeonato Mundial de Patinaje de Velocidad sobre Hielo en Distancia Individual, plata en 2012 y bronce en 2009.

## Palmarés internacional
| Juegos Olímpicos                           | Juegos Olímpicos          | Juegos Olímpicos  | Juegos Olímpicos        |
| Año                                        | Lugar                     | Medalla           | Prueba                  |
| ------------------------------------------ | ------------------------- | ----------------- | ----------------------- |
| 2010                                       | Vancouver (Canadá)        | Medalla de plata  | Persecución por equipos |
| Campeonato Mundial en Distancia Individual |                           |                   |                         |
| Año                                        | Lugar                     | Medalla           | Prueba                  |
| 2009                                       | Richmond (Canadá)         | Medalla de bronce | Persecución por equipos |
| 2012                                       | Heerenveen (Países Bajos) | Medalla de plata  | Persecución por equipos |